# Elitloppet
Groupe I
L'Elitloppet est une course hippique de trot attelé se déroulant en Suède sur l'hippodrome de Solvalla du quartier de Bällsta à Stockholm.
Créée en 1952, c'est une épreuve internationale de Groupe I pour 4 ans et plus qui se court au mois de mai sur une distance de 1 609 mètres, départ à l'autostart. C'était également une étape du Grand Circuit européen de trot avant sa suppression en 2012.
La course se déroule en deux temps, comme le Grand Prix de la Loterie italien : deux batteries qualificatives puis la finale.
Il s'agit d'une des courses les plus importantes de l'année avec le Prix d'Amérique et l'Hambletonian. En 2025, l'allocation s'élève à 600 000 SEK (environ 55 375 €) pour chaque batterie et 10 150 000 SEK (environ 936 795 €) pour la finale (dont 5 000 000 SEK pour le vainqueur).
Le record de la finale de l'épreuve, 1'08", est détenu par Horsy Dream depuis 2024. En 2014, Panne de Moteur est devenu le premier cheval en Europe à passer sous de la barre des 1'09", en réalisant 1'08"9 dans sa batterie qualificative. En 2017, Bold Eagle abaisse le record d'Europe à 1'08"4 en s'imposant dans sa batterie qualificative. En 2024, Horsy Dream s'approprie ce record en trottant 1'08" dans la finale. 

## Palmarès
| Année | Vainqueur       | S/A  | Pays       | Père               | Driver               | Entraîneur           | Deuxième                     | Troisième                    | Réd.km |
| ----- | --------------- | ---- | ---------- | ------------------ | -------------------- | -------------------- | ---------------------------- | ---------------------------- | ------ |
| 2025  | Go on Boy       | M.9  | France     | Password           | Romain Derieux       | Romain Derieux       | Don Fanucci Zet              | Hohneck                      | 1'08"4 |
| 2024  | Horsy Dream     | M.7  | France     | Scipion du Goutier | Éric Raffin          | Pierre Belloche      | Borups Victory               | Denver Gio                   | 1'08"0 |
| 2023  | Hohneck         | M.6  | France     | Royal Dream        | Gabriele Gelormini   | Philippe Allaire     | DH : Go On Boy et San Moteur | DH : Go On Boy et San Moteur | 1'08"9 |
| 2022  | Étonnant        | M.8  | France     | Timoko             | Anthony Barrier      | Richard Westerink    | Hail Mary                    | Mister F Daag                | 1'09"2 |
| 2021  | Don Fanucci Zet | M.5  | Suède      | Hard Livin         | Örjan Kihlström      | Daniel Redén         | Vivid Wise As                | Gareth Boko                  | 1'08"9 |
| 2020  | Cokstile        | M.7  | Norvège    | Quite Easy U.S.    | Christoffer Eriksson | Rocco Spagnulo       | Attraversiamo                | Sorbet                       | 1'10"4 |
| 2019  | Dijon           | M.6  | France     | Ganymède           | Romain Derieux       | Romain Derieux       | Aubrion du Gers              | Makethemark                  | 1'10"3 |
| 2018  | Ringostarr Treb | M.8  | Italie     | Classic Photo      | Wilhelm Paal         | Jerry Riordan        | Propulsion                   | Nadal Broline                | 1'09"  |
| 2017  | Timoko          | M.10 | France     | Imoko              | Björn Goop           | Richard Westerink    | Propulsion                   | Resolve                      | 1'09"  |
| 2016  | Nuncio          | M.5  | États-Unis | Andover Hall       | Örjan Kihlström      | Stefan Melander      | Resolve                      | Timoko,                      | 1'09"2 |
| 2015  | Magic Tonight   | M.6  | États-Unis | Andover Hall       | Örjan Kihlström      | Roger Walmann        | Mosaique Face                | Nuncio                       | 1'10"1 |
| 2014  | Timoko          | M.7  | France     | Imoko              | Björn Goop           | Richard Westerink    | Panne de Moteur              | Delicious US                 | 1'09"5 |
| 2013  | Nahar           | H.8  | Suède      | Love You           | Robert Bergh         | Robert Bergh         | Arch Madness                 | Timoko                       | 1'10"1 |
| 2012  | Commander Crowe | H.9  | Suède      | Juliano Star       | Christophe Martens   | Fabrice Souloy       | Arch Madness                 | Classic Grand Cru            | 1'10"4 |
| 2011  | Brioni          | M.8  | Allemagne  | Timberland         | Joakim Lövgren       | Joakim Lövgren       | Rapide Lebel                 | Rakas                        | 1'10"4 |
| 2010  | Iceland         | M.6  | Suède      | Scarlet Knight     | Johnny Takter        | Stefan Melander      | Torvald Palema               | Brioni                       | 1'10"5 |
| 2009  | Torvald Palema  | M.8  | Suède      | Alf Palema         | Åke Svanstedt        | Åke Svanstedt        | Jaded                        | Offshore Dream               | 1'10"4 |
| 2008  | Exploit Caf     | M.7  | Italie     | Toss Out           | Jean-Michel Bazire   | Fabrice Souloy       | Oiseau de Feux               | Enough Talk                  | 1'09"8 |
| 2007  | L'Amiral Mauzun | H.8  | France     | Bon Conseil        | Jean-Michel Bazire   | Jean-Philippe Ducher | Mr Muscleman                 | Red Chili Pirat              | 1'10"  |
| 2006  | Conny Nobell,   | M.5  | Suède      | Pearsall Hanover   | Björn Goop           | Olle Goop            | Thai Tanic                   | Hot Shot Knick               | 1'09"9 |
| 2005  | Steinlager      | M.7  | Norvège    | Good As Gold       | Per Oleg Midtfjeld   | Per Oleg Midtfjeld   | Gigant Superman              | Giant Diablo                 | 1'10"  |
| 2004  | Gidde Palema    | M.9  | Suède      | Alf Palema         | Åke Svanstedt        | Åke Svanstedt        | Civil Action                 | Steinlager                   | 1'10"  |
| 2003  | From Above      | M.5  | Suède      | Zoot Suit          | Örjan Kihlström      | Stefan Hultman       | Victory Tilly                | Scarlet Knight               | 1'10"1 |
| 2002  | Varenne         | M.7  | Italie     | Waikiki Beach      | Giampaolo Minnucci   | Jori Turja           | H.P.Paque                    | Scarlet Knight               | 1'10"2 |
| 2001  | Varenne         | M.6  | Italie     | Waikiki Beach      | Giampaolo Minnucci   | Jori Turja           | Solar Effe                   | Victory Tilly                | 1'10"7 |
| 2000  | Victory Tilly   | H.5  | Suède      | Quick Pay          | Stig H. Johansson    | Stig H. Johansson    | Général du Pommeau           | Fan Idole                    | 1'10"5 |
| 1999  | Remington Crown | M.6  | Suède      | Lord of All        | Jos Verbeeck         | Jan Kruithof         | Moni Maker                   | Goodtimes                    | 1'12"6 |
| 1998  | Moni Maker      | F.5  | États-Unis | Speedy Crown       | Wally Hennessey      | Jimmy Takter         | Georgita Limited             | Giant Touchdown              | 1'10"6 |
| 1997  | Gum Ball        | M.6  | États-Unis | Speedy Crown       | Stig H. Johansson    | Stig H. Johansson    | Wesgate Crown                | Frisky Frazer                | 1'12"3 |
| 1996  | Coktail Jet     | M.6  | France     | Quouky Williams    | Jean-Étienne Dubois  | Jean-Étienne Dubois  | Zoogin                       | Bicycle                      | 1'11"4 |
| 1995  | Copiad          | M.6  | Suède      | Texas              | Erik Berglöf         | Erik Berglöf         | Zoogin                       | Abo Volo                     | 1'11"8 |
| 1994  | Copiad          | M.5  | Suède      | Texas              | Erik Berglöf         | Erik Berglöf         | Abo Volo                     | Shan Rags                    | 1'11"9 |
| 1993  | Sea Cove        | M.7  | Canada     | Bonefish           | Jos Verbeeck         | Harald Grendel       | Nordin Hanover               | Park Avenue Kathy            | 1'11"9 |
| 1992  | Billyjojimbob   | M.5  | Canada     | Balanced Image     | Murray Brethour      | Michael G. Wade      | Meadow Prophet               | Sea Cove                     | 1'11"8 |
| 1991  | Peace Corps     | F.6  | États-Unis | Baltic Speed       | Stig H. Johansson    | Stig H. Johansson    | Kit Lobell                   | Brendy                       | 1'12"2 |
| 1990  | Mack Lobell     | M.6  | États-Unis | Mystic Park        | Thomas Nilsson       | John E. Magnusson    | Peace Corps                  | Florida Jewel                | 1'11"  |
| 1989  | Napoletano      | M.5  | États-Unis | Super Bowl         | Stig H. Johansson    | Stig H. Johansson    | J.R. Broline                 | Grades Singing               | 1'12"8 |
| 1988  | Mack Lobell     | M.4  | États-Unis | Mystic Park        | John Campbell        | Chuck Sylvester      | Sugarcane Hanover            | Napoletano                   | 1'11"  |
| 1987  | Utah Bulwark    | F.8  | Suède      | Utah IX            | Stig H. Johansson    | Stig H. Johansson    | Pay Nibs                     | Callit                       | 1'12"1 |
| 1986  | Rex Rodney      | M.5  | Norvège    | Doctor Rodney      | Kjell Håkonsen       | Kjell Håkonsen       | Utah Bulwark                 | Emile                        | 1'13"4 |
| 1985  | Meadow Road     | M.6  | Suède      | Madison Avenue     | Torbjörn Jansson     | Torbjörn Jansson     | Rosalind's Guy               | Brandy Hanover               | 1'11"6 |
| 1984  | The Onion       | M.5  | Suède      | Quick Pay          | Stig H. Johansson    | Stig H. Johansson    | Evita Broline                | Marcon Lep                   | 1'12"2 |
| 1983  | Ianthin         | M.9  | France     | Vésuve T           | Paul Delanoé         | Paul Delanoé         | Spice Island                 | Snack Bar                    | 1'13"2 |
| 1982  | Idéal du Gazeau | M.8  | France     | Alexis III         | Eugène Lefèvre       | Eugène Lefèvre       | Dartster F                   | Nino Blazing                 | 1'13"2 |
| 1981  | Jorky           | M.6  | France     | Kerjacques         | Léopold Verroken     | Léopold Verroken     | Speedy Min                   | Pamir Brodde                 | 1'13"2 |
| 1980  | Idéal du Gazeau | M.6  | France     | Alexis III         | Eugène Lefèvre       | Eugène Lefèvre       | My Nevele                    | Express Gaxe                 | 1'13"2 |
| 1979  | Pershing        | M.5  | Suède      | Nevele Pride       | Berndt Lindstedt     | Berndt Lindstedt     | Hadol du Vivier              | Madison Avenue               | 1'13"7 |
| 1978  | Hadol du Vivier | M.5  | France     | Mitsouko           | Jean-René Gougeon    | Jean-René Gougeon    | Éléazar                      | Duke Iran                    | 1'14"  |
| 1977  | Éléazar         | M.7  | France     | Kerjacques         | Léopold Verroken     | Léopold Verroken     | Wiretapper                   | Dauga                        | 1'16"  |
| 1976  | Dimitria        | F.7  | France     | Mario              | Léopold Verroken     | Léopold Verroken     | Duke Iran                    | Clissa                       | 1'15"8 |
| 1975  | Timothy T       | M.8  | Italie     | Ayres              | Giancarlo Baldi      | Giancarlo Baldi      | Quick Work                   | Dimitria                     | 1'17"2 |
| 1974  | Timothy T       | M.7  | Italie     | Ayres              | Giancarlo Baldi      | Giancarlo Baldi      | Amyot                        | Équiléo                      | 1'15"7 |
| 1973  | Ego Boy         | M.6  | Suède      | Ego Hanover        | Ingemar Olofsson     | Ingemar Olofsson     | Flower Child                 | Lightning Harry              | 1'23"8 |
| 1972  | Dart Hanover    | M.7  | États-Unis | Hoot Mon           | Berndt Lindstedt     | Berndt Lindstedt     | Lyon                         | Big Elma                     | 1'15"3 |
| 1971  | Tidalium Pelo   | M.8  | France     | Jidalium           | Jean Mary            | Roger Lemarié        | Dart Hanover                 | Une de Mai                   | 1'14"7 |
| 1970  | Eileen Eden     | F.7  | États-Unis | Spectator          | Johannes Frömming    | Johannes Frömming    | Fresh Yankee                 | Ulhan II                     | 1'15"5 |
| 1969  | Fresh Yankee    | M.6  | Canada     | Hickory Pride      | Joe O'Brien          | Joe O'Brien          | Tony M                       | Kentucky Fibber              | 1'15"8 |
| 1968  | Eileen Eden     | F.5  | États-Unis | Spectator          | Johannes Frömming    | Johannes Frömming    | Seigneur                     | Kentucky Fibber              | 1'15"8 |
| 1967  | Roquépine       | F.6  | France     | Atus II            | Henri Levesque       | Henri Levesque       | Spin Speed                   | Lansing Hanover              | 1'15"1 |
| 1966  | Roquépine       | F.5  | France     | Atus II            | Jean-René Gougeon    | Henri Levesque       | Quioco                       | Cheer Honey                  | 1'15"1 |
| 1965  | Elma            | F.5  | États-Unis | Hickory Smoke      | Johannes Frömming    | Johannes Frömming    | Elaine Rodney                | Behave                       | 1'16"5 |
| 1964  | Pack Hanover    | M.6  | Italie     | Hoot Mon           | Sergio Brighenti     | Sergio Brighenti     | Ozo                          | Nixon II                     | 1'15"5 |
| 1963  | Ozo             | F.5  | France     | Vermont            | Roger Massue         | Roger Massue         | Adept                        | Julienne                     | 1'16"5 |
| 1962  | Eidelstedter    | M.6  | Allemagne  | Epilog             | Johannes Frömming    | Johannes Frömming    | Brogue Hanover               | Quick Song                   | 1'17"4 |
| 1961  | Kracovie        | F.7  | France     | Voronoff           | Roger Vercruysse     | Roger Vercruysse     | Adept                        | Gibs Bulwark                 | 1'20"9 |
| 1960  | Honoré II       | M.9  | France     | Just Volo          | Raoul Simonard       | Raoul Simonard       | Kaid D                       | Hairos D                     | 1'19"1 |
| 1959  | Jamin           | M.6  | France     | Abner              | Jean Riaud           | Jean Riaud           | Icare IV                     | Adept                        | 1'21"1 |
| 1958  | Io d'Amour      | M.6  | Allemagne  | Coquin d'Amour     | Gerhard Krüger       | Gerhard Krüger       | Tornado                      | Gibs Bulwark                 | 1'18"8 |
| 1957  | Gélinotte       | F.7  | France     | Kairos             | Charley Mills        | Charley Mills        | Cornet                       | Cirano                       | 1'16"8 |
| 1956  | Gélinotte       | F.6  | France     | Kairos             | Charley Mills        | Charley Mills        | Frances Bulwark              | Olga Pluto                   | 1'16"8 |
| 1955  | Gutemberg A     | M.5  | France     | Quel Veinard       | Alain Deheeger       | Alain Deheeger       | Codex                        | Gay Noon                     | 1'18"9 |
| 1954  | Carné           | M.6  | Suède      | Bulwark            | Olle Persson         | Olle Persson         | Frances Bulwark              | Feu Follet X                 | 1'18"7 |
| 1953  | Frances Bulwark | F.8  | Suède      | Bulwark            | Sören Nordin         | Sören Nordin         | Scotch Thistle               | Permit                       | 1'20"6 |
| 1952  | Permit          | M.6  | Allemagne  | Epilog             | Walter Heitmann      | Walter Heitmann      | Rollo                        | Frances Bulwark              | 1'17"3 |

## Victoires par pays
1. France : 26 victoires
2. Suède : 19
3. États-Unis : 13
4. Italie : 7
5. Allemagne : 4
6. Canada : 3
7. Norvège : 2